# Urämietoxin
Unter Urämietoxinen versteht man körpereigene, meist stickstoffhaltige Substanzen, die unter anderem für die Symptome der Urämie und der Nephropathie verantwortlich sind (Urämiegifte).
Ein Toxin (von altgriechisch τοξικόν toxikón, deutsch ‚Gift‘) ist ein oft organisches Gift, das von einem Lebewesen (natürlich) synthetisiert wird. Alle unnatürlichen Gifte zählen also nicht zu den Toxinen. Die beim Menschen wirksamen Gifte werden in Toxine und andere Gifte eingeteilt. Der Oberbegriff für medizinisch wirksame Giftstoffe lautet Toxikum. Das Adjektiv toxirenal bedeutet durch Nierengifte entstehend. Unter einer Toxikose versteht man die Vergiftung nur durch Stoffwechselprodukte des eigenen Körpers. Ein Toxon ist ein Bestandteil des Diphtheriegiftes, der Lähmungen und auch Nierenschäden verursacht. Die Toxizität oder Giftigkeit der einzelnen Urämiegifte hängt von ihrer Konzentration im Gewebe ab.
Urämietoxine verursachen eine Niereninsuffizienz. Nicht jede Niereninsuffizienz beruht auf einer Nierenkrankheit. Nephrotoxine verursachen dagegen definitionsgemäß immer eine Nierenkrankheit, mit oder ohne Niereninsuffizienz. Urämietoxine verursachen auch eine Herzinsuffizienz und die sogenannte urämische Enzephalopathie.

## Pathophysiologie
Normalerweise werden die harnpflichtigen Stoffe über die Niere ausgeschieden. Die Konzentration dieser Stoffe kann im Blut ansteigen, wenn es zu einem Absinken der glomerulären Filtrationsrate z. B. beim akuten Nierenversagen beziehungsweise beim chronischen Nierenversagen oder aber zu einem Ansteigen der tubulären Rückresorption kommt.
Die Urämietoxine mit niedriger oder mittlerer molarer Masse lassen sich teilweise durch die Dialyse entfernen. Damit einhergehend ist dann eine Verbesserung der Symptome der Urämie. Bei den persistierenden Symptomen der Urämie werden dafür die hohe Proteinbindung und die daraus folgende niedrige renale Clearance der Urämietoxine verantwortlich gemacht.

## Toxine mit niedriger oder mittlerer molarer Masse
Im Folgenden ist eine Auswahl der Urämietoxine mit der entsprechenden Wirkung aufgelistet:
Harnstoff
Endprodukt des Harnstoffzyklus, Marker für die Ausprägung der Niereninsuffizienz, als Urämietoxin hemmt es den NaK2Cl-Cotransport in den Erythrozyten
Kreatinin
in hoher Konzentration führt es zur Hämolyse
Harnsäure
bei vermutetem protektiven Faktor ist die Schädigung bei Urämie niedrig
hitzestabiles saures Peptid
Molare Masse von 1000 bis 2000 Da, verantwortlich für die Insulinresistenz bei Urämie
Pseudouridin
Hemmung der Aufnahme der Glucose bei Urämie
Hippursäure
Hemmung der Aufnahme der Glucose bei Urämie
Calcitrioltoxin
hemmt die Synthese des Calcitriol, bindet spezifisch an den Calcitriolrezeptor und führt zur Calcitrioloresistenz.
Cyanat
durch Carbamylierung reagiert es mit den Aminogruppen von Lysinresten
AGE
Kondensationsprodukte primärer Amine mit Aldosen. Sie setzen Zytokine frei, verstärken die Blutgerinnung und sind verantwortlich für die vaskulären Spätkomplikationen z. B. bei Diabetes mellitus. Sie sind mit der β2-Mikroglobulin-Amyloidose assoziiert.
Indoxylsulfat
Es führt durch Sklerosierung der Glomerula zur Progression der Niereninsuffizienz. Hemmung der Erythropoese und der Transportmechanismen der Hepatozyten (z. B. Multispecific Organic Anion Transporter (MOAT) für den Gallentransport). Es ist auch für den Juckreiz bei Urämie verantwortlich.
Homocystein
atherogenes Urämietoxin
Spermin
Hemmer der Erythropoese
Methylguanidin
wird als ein Faktor der urämischen Polyneuropathie betrachtet. Ebenfalls Hämolyse, Hemmung der Pankreassekretion, Hemmung der Eisenaufnahme bei Knochenmarkszellen, Hemmung der DNA-Synthese in den Lymphozyten.
Guanidinsuccinat
Thrombozytopathie, urämische Polyneuropathie
Stickstoffmonoxid
Thrombozytopathie
para-Kresol
Hemmung der Phagozytose der Granulozyten
Parathormon
Hemmt Insulinsekretion und Erythropoese. Steht mit Knochenmarksfibrose in Zusammenhang. Durch die verstärkte Calciumaufnahme und -anlagerung im gesamten Organismus führt es zu vielfältigen Störungen.
β2-Mikroglobulin
Dialyse-assoziierte Amyloidose
Malnutritionsfaktor
Physiologisch im Harn ausgeschieden, im Tierversuch hemmt es die Nahrungsaufnahme.

## Hochmolekulare Stoffe
Ribonuklease wird zu den hochmolekularen Urämietoxinen gezählt. Es kann die Dialysemembran nicht passieren.

## Diagnose
Aus Kosten- und Zeitgründen werden in der routinemäßigen Laboratoriumsmedizin meist nur die Plasmakonzentrationen von Harnstoff und Kreatinin bestimmt.

## Therapie
Die effektivste Senkung der Urämietoxine besteht in einer Verbesserung der Nierenfunktion beziehungsweise in einer ausreichenden Dialysebehandlung.